# Ciemno, prawie noc
Ciemno, prawie noc – powieść Joanny Bator opublikowana w 2012. Utwór nawiązuje gatunkowo do powieści kryminalnej, powieści psychologicznej, powieści gotyckiej i horroru. Powieść została w 2013 nagrodzona Nagrodą literacką Nike, otrzymała też przyznawaną przez TVP Kultura nagrodę Gwarancji Kultury w kategorii „Literatura”. Była nominowana do Nagrody Literackiej dla Autorki Gryfia oraz znalazła się w półfinale Literackiej Nagrody Europy Środkowej Angelus.
Bohaterką Ciemno, prawie noc jest reporterka Alicja Tabor, która po latach powraca do rodzinnego Wałbrzycha, aby napisać reportaż o porywanych dzieciach, a także aby zmierzyć się z własną mroczną historią rodzinną.
Joanna Bator pracowała nad książką przebywając w Tokio. Według słów pisarki powieść zainspirowały dwa elementy, które przyszły jej do głowy – fraza ciemno, prawie noc oraz wałbrzyski Zamek Książ.
Przemysław Czapliński odczytał Ciemno, prawie noc jako powieść o dynamice polskiej duchowości, o społeczeństwie pozbawionym wspólnego języka i o nieuchronnej obcości w relacjach międzyludzkich. Kinga Dunin również wskazywała na obecny w powieści rozpad języka, wskazywała także na ukazane w niej polskie strachy (m.in. polityczne, religijne, historyczne, rodzinne i socjalne); w jej interpretacji jedyną strategią umożliwiającą uniknięcie tych strachów jest strategia ekscentryka i odmieńca, wyobcowanego ze społeczeństwa. Powieść polecała na łamach „Gazety Wyborczej” Olga Tokarczuk, rekomendował ją także Michał Witkowski w programie telewizyjnym Xięgarnia.
Powieść została zekranizowana przez Borysa Lankosza.